# Hoffmannia cercidifolia
Hoffmannia cercidifolia là một loài thực vật có hoa trong họ Thiến thảo. Loài này được Dwyer mô tả khoa học đầu tiên năm 1969.
Phạm vi của loài là Panama. Không có phân loài nào được liệt kê trong Danh mục sự sống.